# Povečana šeststrana prizma
| Povečana šeststrana prizma | Povečana šeststrana prizma                    |
| -------------------------- | --------------------------------------------- |
|                            |                                               |
| Vrsta                      | Johnsonovo telo J53-J54-J55                   |
| Stranske ploskve           | 2x2 trikotnikov 1+2x2 kvadratov 2 šestkotnika |
| Robovi                     | 22                                            |
| Oglišča                    | 13                                            |
| Konfiguracija oglišča      | 2x4(42.6) 1(34 4(32.4.6)                      |
| Simetrija                  | C2v                                           |
| Dualni polieder            | -                                             |
| Lastnosti                  | konveksna                                     |
| Slika oglišč               |                                               |

Povečana šeststrana prizma je eno izmed Johnsonovih teles (J54). Že ime kaže na to, da jo lahko dobimo z dodajanjem kvadratne piramide (J1) šeststrani prizmi na eno izmed ekvatorialnih stranskih ploskev.